# 斉藤のぞみ
斉藤 のぞみ（さいとう のぞみ、1981年1月18日 - ）は、日本の女優、グラビアアイドルである。
東京都出身。サンミュージックプロダクション所属。

## 略歴
- 1995年にサンミュージック新人タレントオーディション・女優部門最優秀賞受賞。
- 1996年、ヤングマガジンEXACTA表紙＆巻頭グラビアで芸能界デビュー。

## 出演

### バラエティ番組
- DAISUKI!
- ろみひー

### テレビドラマ
- ガラスの仮面（1997年、テレビ朝日） - 水無月さやか 役
- 職員室 第8話（1997年、TBS）
- うしろの百太郎 第18話（1998年、テレビ東京）
- ガラスの仮面2（1998年、テレビ朝日） - 水無月さやか 役
- 神様、もう少しだけ（1998年、フジテレビ） - 美加 役
- せつない〜TOKYO HEART BREAK〜 第20話（1998年、テレビ朝日） - 主演
- 必要のない人（1998年、NHK）
- 神様、もう少しだけ '99スプリングレイン（1999年、フジテレビ） - 美加 役
- ゲームの達人（1999年、NHK BS2）
- 3年B組金八先生 第5シリーズ 第9話（1999年、TBS）
- センチメントの季節（1999年、WOWOW） - 主演
- ワニのこだわり～アイドル刑事（1999年、TBS）
- 愛のことば（2001年、東海テレビ）- 橘明日子 役
- 京都迷宮案内3 第10話（2001年、テレビ朝日） - 内野襟子 役
- G-taste 第7回「受付嬢・神薗史華」（2001年、テレビ朝日） - 神薗史華 役

### 映画
- わが心の銀河鉄道 宮沢賢治物語（1996年）
- タイム・リープ あしたはきのう（1997年）
- 安藤組外伝 群狼の系譜（1998年）
- 地獄（1999年） - 魔子 役

### 舞台
- 星屑の会「次郎長漫遊記」（1999年）
- BOYS BE…ALIVE TRY AGAIN（2000年） - 矢島朋子 役

### ラジオ
- のぞみとりかのみらくるフライデー
- のぞみとりかの江戸っ娘 浜っ娘 金曜日

## 作品

### 映像作品
- Smile!斉藤のぞみ（1997年、ぶんか社）
- 硝子のダイアリー（2000年、ソフト・オン・デマンド）
- BOYS BE…ALIVE TRY AGAIN（2000年、フジテレビ映像企画部）
- tiffin（2000年、ポニーキャニオン/ファイブスター）

### 写真集
- 硝子の果実（1998年、近代映画社）ISBN 4764818507 撮影：木村晴
- CASKET（1999年、英知出版）ISBN 4754212495 撮影：丸山裕
- wish（2001年、音楽専科社）ISBN 4872790731 撮影：吉田裕之

### トレーディングカード
- 斉藤のぞみ official trading card 【GARNET】（2001年）[1]

### 音楽
- 薄情　※ネット配信
- ツナガルキモチ～simple contact　※ネット配信